# Templet, Stockholm
Templet är Frälsningsarméns första kår (församling) på Östermalmsgatan 69, på Östermalm i Stockholm. Den uppfördes 1886–1887 som första kårlokal i Sverige, åt Stockholms 1:a kår och är i dag den äldsta kårbyggnaden i världen i fortsatt kontinuerligt bruk.

## Historik
Frälsningsarmen grundades 1865 av William Booth, och kom till Sverige 1882 genom pionjären Hanna Ouchterlony. Till en början sammanträdde man omväxlande i på Ladugårdslandsteatern och i ett ridhus på Grev Turegatan. Ett tag bereddes man plats i en samlingslokal i Florakyrkan, men tvingades lämna denna då den behövdes för den egna församlingens aktiviteter. En fond startades 1885 för uppförandet av en egen byggnad och året därpå köpte generalkonsul Peder Herzog en tomt i kvarteret Bävern  i Tyskbagarbergen, mitt emot kolerasjukhuset i det Brandelska sockerbruket. I dessa fattiga utkanter av norra Ladugårdslandet var nöden vid denna tid stor.
Ett omfattande sprängningsarbetet för iordningställande av tomten inleddes snart. Fasaderna mot Östermalmsgatan 69 ritades av Adolf Emil Melander. De är utformade som en försvarsborg med krenelerade murar och hög framskjutande trappgavel krönt med ett kors. För planerna i övrigt stod byggmästaren Robert Alderin. Den kunde, som första uppförda armélokal i landet, invigas på juldagen 1887 under namnet Stockholms 1:a kår. Namnet har på senare år ändrats till Templet. Kostnaden för uppförandet beräknades till 155 000 kronor. I högkvarteret inrättades även en bokhandel samt ett tryckeri för bland annat arméns tidning Stridsropet.
Den stora möteslokalen på våning 3–4 belystes av två stora spetsbågiga fönster. Läktarna bärs upp av gjutjärnspelare, och den 500 m² stora lokalen rymde ursprungligen 1 500 platser. Exteriören är mycket välbevarad sedan byggnadstiden medan mycket har förändrats i interiören. Det två stora kyrkosalarna har dock i stort bevarat sin karaktär. På innergården kan man än idag se rester av Tyskbagarberget. Den östra grannfastigheten som senare införskaffades blev Frälsningsarméns huvudkvarter. Några kvarter bort, på Skeppargatan 82, uppfördes på 1915 Frälsningsarméns krigsskola.
Templet på Östermalmsgatan är i dag den äldsta kårbyggnaden i världen som byggts för ändamålet och fortfarande används i det syftet.